# 34406 Kristenconn
34406 Kristenconn este o planetă minoră (asteroid), cu un diametru de 2,381 km, din centura de asteroizi. A fost descoperită pe 3 septembrie 2000 la Experimental Test Site⁠(d) de Lincoln Near-Earth Asteroid Research. 
Obiectul prezintă o orbită caracterizată de o semiaxă mare de 2,2742432 UAi, o excentricitate de 0,16, o înclinație de 2,61848 ° în raport cu ecliptica.